# Confederación de Caballeros Comuneros
Confederación de Caballeros Comuneros (deutsch Bund der Comunero-Ritter; auch Söhne des Padilla) nannte sich eine von 1821 bis 1823 in Spanien bestehende politische. freimaurerische Geheimgesellschaft.
Die Comuneros bildeten sich 1821 innerhalb der spanischen Freimaurerei. Ein Teil von ihnen hatte früher der auch in Spanien verbreiteten Carbonaria angehört. Die mehr konstitutionell gesinnten Freimaurer wurden durch die Comuneros, die zu kühneren revolutionären Maßregeln antrieben, bald überflügelt. Ihre Tendenz war die Verwirklichung der Volksherrschaft; ihre Losung die Freiheit und völlige Gleichheit der Menschen. Francisco Ballesteros und Juan Romero Alpuente waren ihre führenden Häupter. Schon 1821 stifteten die Comuneros in Madrid eine leitende Junta und in jeder Provinz eine Provinzialmerindad und richteten dementsprechend eine Zentralkasse und Provinzialkassen ein, in welche die freiwilligen Beiträge der Mitglieder flossen. 1822 zählte der Geheimbund gegen 40.000 Ritter; später soll seine Zahl auf 70.000 gestiegen sein. Seine Beziehungen dehnten sich selbst nach Frankreich aus. Der gemeinschaftliche Hass gegen das zweite und dritte Ministerium nach Herstellung der Cortes-Verfassung hatte noch einmal die Comuneros den Freimaurern genähert. Als aber die Letzteren nach dem 7. Juli 1822 das von Evaristo Fernández de San Miguel geleitete Ministerium gebildet hatten, folgte bald wieder die Trennung und neuer Kampf. Das Ministerium San Miguel wurde am 19. Februar entlassen, und an die Spitze des neuen trat am 1. März 1823 Álvaro Flórez Estrada, der als Organ der Comuneros betrachtet wurde. Mit diesem hielt König Ferdinand VII. am 10. April seinen Einzug in Sevilla und am 12. Juni 1823 in Cádiz. Nach der Wiederherstellung des Absolutismus in Spanien durch die Intervention der Franzosen wurde der Verein der Comuneros aufgehoben, dessen Mitglieder auf Befehl Ferdinands VII. hart verfolgt wurden; doch scheint diese Geheimgesellschaft noch eine Zeitlang fortbestanden zu haben.